# Институт терапии имени Л. Т. Малой НАМН Украины
Институт терапии НАМН Украины — медицинское государственное учреждение на востоке Украины; полное название «Государственное учреждение „Национальный институт терапии имени Л. Т. Малой Национальной академии медицинских наук Украины“» (укр. „Державна установа «Національний інститут терапії імені Л.Т. Малої НАМН України»“).
Институт аккредитован Министерством здравоохранения Украины на высшую категорию (№ 005865).

## История
История института отсчитывается с 1980 года, когда был организован Республиканский кардиологический диспансер, на базе которого в 1981 году был открыт Филиал Украинского НИИ кардиологии имени академика Н. Д. Стражеско.
В 1986 году по распоряжению Совета Министров СССР филиал был реорганизован в Харьковский научно-исследовательский институт терапии, а в 1992 году — в Украинский научно-исследовательский институт терапии.
С момента образования Национальной академии медицинских наук Украины (1993 год), институт входит в систему НАМН Украины.
Распоряжением Кабинета министров Украины от 9 апреля 2004 года Институту терапии НАМН Украины присвоено имя Л. Т. Малой (Герой Социалистического Труда, Герой Украины).

## Деятельность
Основными направлениями деятельности института являются изучение причин и разработка методов предупреждения, раннего выявления и лечения наиболее распространенных хронических заболеваний внутренних органов.
На протяжении 25 лет в Институте проводится подготовка кадров высшей квалификации по терапии.
На базе институтской клиники функционируют: областной центр профилактики и лечения артериальной гипертензии, городской гастроэнтерологический и городской нефрологический центры. Со дня открытия Института работает отделение реанимации и интенсивной терапии.
Институт терапии является клинической базой для кафедры госпитальной терапии и клинической фармакологии Харьковского государственного медицинского университета.
В Институте издаётся 2 специализированных издания: «Украинский терапевтический журнал» (укр. «Український терапевтичний журнал») и журнал «Современная гастроэнтерология» (укр. «Сучасна гастроентерологія»).

## Руководители
С момента основания 1980 год до 2003 год институт возглавляла Любо́вь Трофи́мовна Мала́я (1919—2003) — советский украинский терапевт, доктор медицинских наук (1954), профессор (1955), академик АМН СССР (1974).
С 2003 год по 2013 год директором института был Бабак Олег Яковлевич, доктор медицинских наук, профессор, заслуженный деятель науки и техники Украины. С 2013 года Институт возглавляет профессор, доктор медицинских наук Фадеенко, Галина Дмитриевна.